# Stiftung Mukapasika
Die Stiftung Mukapasika ist eine Stiftung des privaten Rechts mit Sitz in Trier. Ziel der Stiftung ist die Finanzierung von Heilbehandlungen behinderter Kinder, die Förderung der sozialen Integration beeinträchtigter Personen und die Förderung der Berufsausbildung junger Menschen in der Pfarrgemeinde Rushaki in Ruanda.
Gegründet wurde die Stiftung 1991 in Trier. Benannt ist die Stiftung nach dem an Polio erkrankten Mädchens Mukapasika aus der Pfarrgemeinde Rushaki.

## Organisation

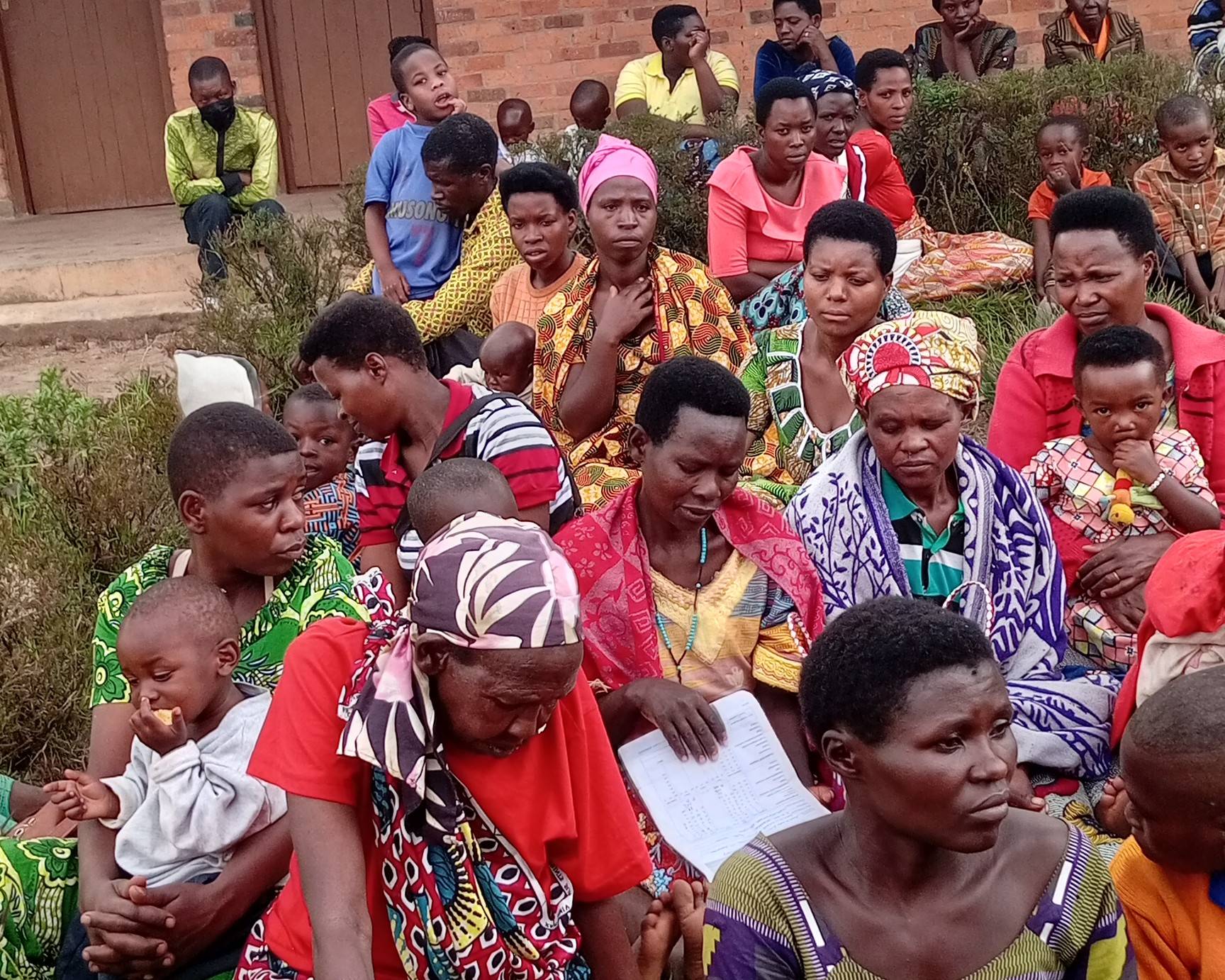
Mütter warten vor dem Tageszentrum in Rushaki, 2024

Hauptaufgaben des Vorstandes sind die Verwaltung des Stiftungsvermögens sowie der Beschluss über die Verwendung der erwirtschafteten Stiftungsmittel. Kooperationspartner in Deutschland wie auch in Ruanda waren in den Anfangsjahren die Weißen Väter aus Rushaki, gefolgt von der Jesuitenmission.
Unterstützt wird die Stiftung von dem Partnerschaftsverein Rheinland-Pfalz/Ruanda, der den Geldtransfer begleitet und im Einzelfall den Vorstand mit aktuellen Informationen aus dem Partnerland versorgt und bestimmte Projekte betreut.
Die Stiftung Mukapasika finanziert die Behindertenhilfe Rushaki und kooperiert mit der für die Pfarrgemeinde zuständigen Diözese Byumba. Organisatorisch ist das Hilfswerk für Personen mit Behinderungen dem örtlichen Gesundheitszentrum angegliedert. Verantwortlich hierfür sind aktuell die Schwestern der Kongregation der Oblaten, die hier primär die Gesundheitsversorgung der ansässigen Bevölkerung übernehmen. Auf dem Gebiet der Behindertenhilfe organisieren sie Krankentransporte und Krankenhausaufenthalte. Sie klären zusammen mit den Beteiligten schulische und berufliche Orientierungen. Das Tageszentrum ermöglicht gemeinsame Treffen, den Austausch von Informationen sowie die Durchführung physiotherpeutischer Maßnahmen. Für eine große Gruppe von jährlich rund 150 Personen übernimmt das Zentrum die Funktion einer zentralen Anlaufstelle im Alltag.

## Geschichte

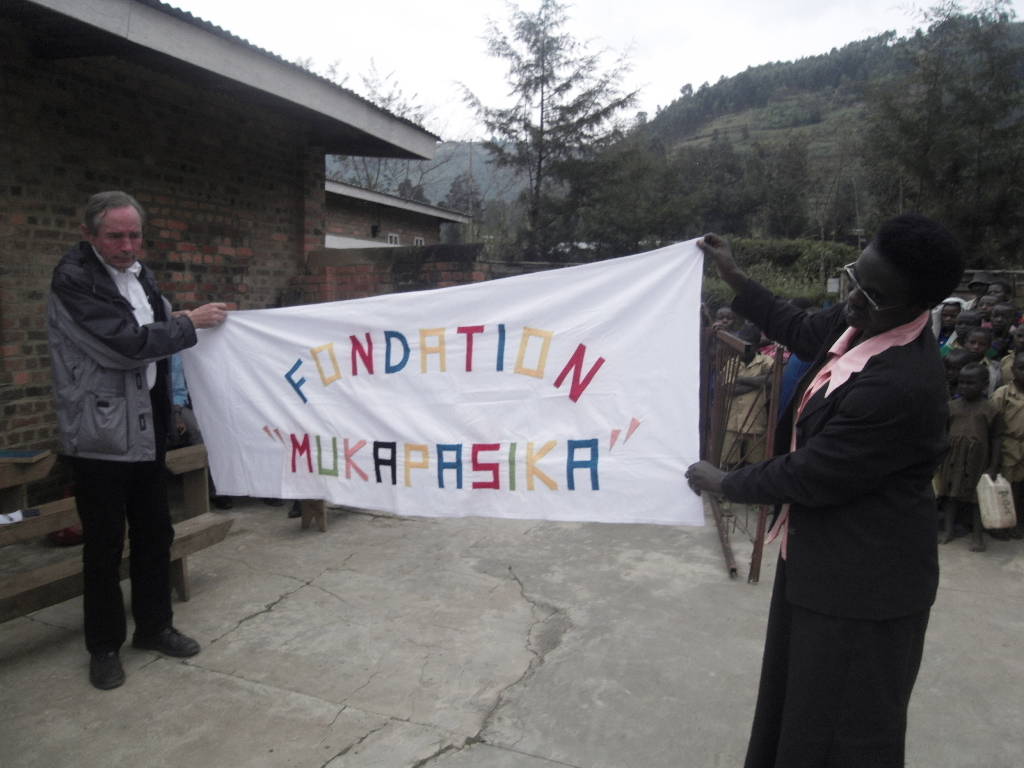
Der Gründer der Stiftung Gottfried Nyssen in Rushaki, 2011

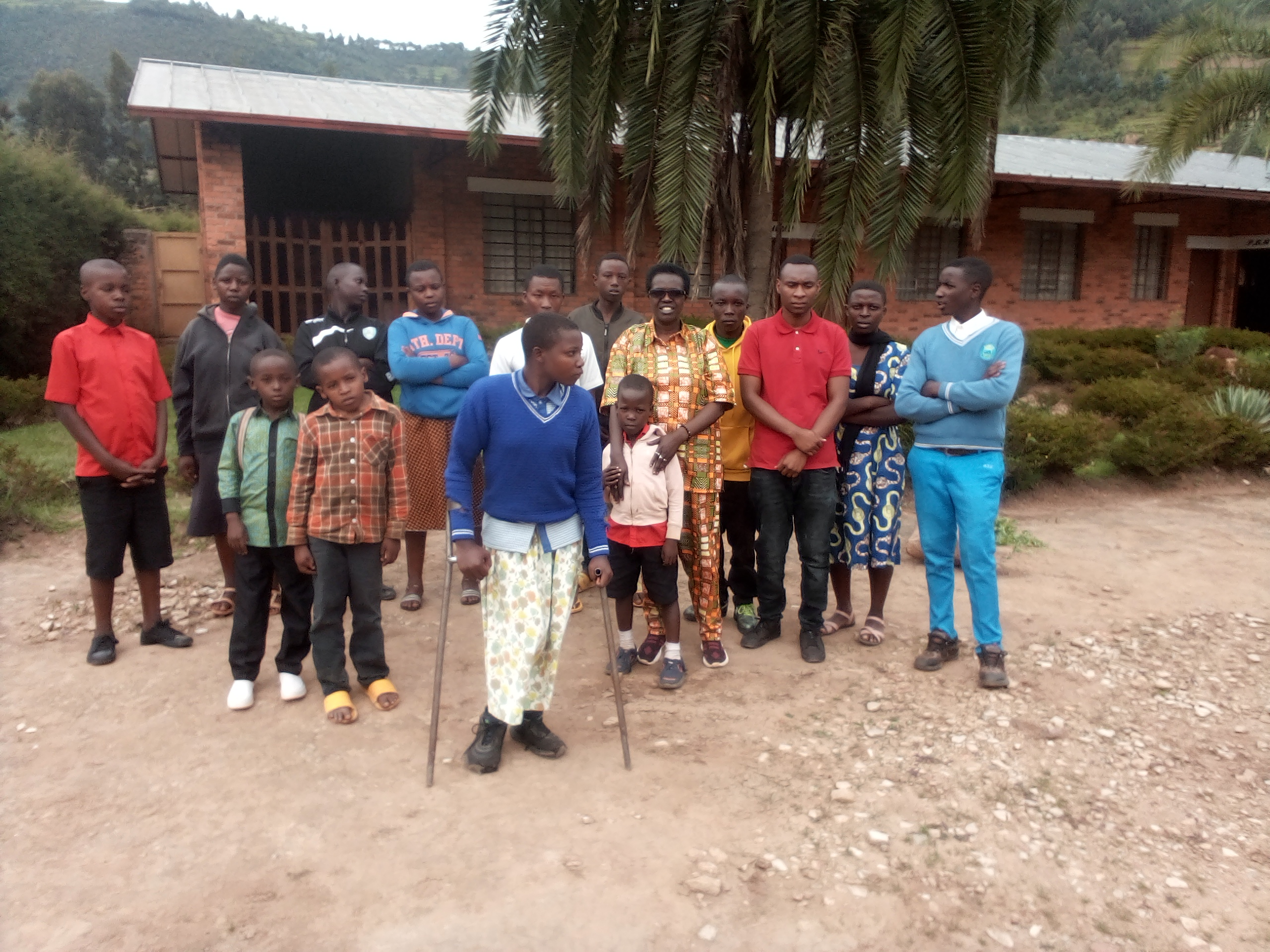
Kinder vor dem Tageszentrum in Rushaki, 2023

Offiziell erfolgte die Einrichtung der Stiftung am 15. Dezember 1991 in Trier. Initiator und Stifter Gottfried Nyssen (1946–2015) legte mit eigenen privaten Mitteln den Grundstein. Entscheidende Impulse für diesen Schritt kamen aus der krisenhaften politischen Situation in Ruanda im Vorfeld des sich anbahnenden Genozids, aber auch aus der persönlichen Begegnung mit den in der katholischen Pfarrei Rushaki tätigen Afrikamissionaren (Weißen Vätern). Das Schicksal der im Jahre 1987 etwa achtjährigen Mukapasika verfestigte das Bestreben, sich für beeinträchtigte Kinder in der Krisenregion zu engagieren.
Der kanadische Pater Armand Poulin konnte in seiner Pfarrei das „Komitee Handicapés de Rushaki“ etablieren. Damit übertrug er die Organisation und Umsetzung der Behindertenhilfe vor Ort an Laien. Ende 1989 konnte das Komitee mit der Unterstützung von 40 freiwilligen Helferinnen und Helfern rechnen.
Der inklusive Gedanke im Umgang mit beeinträchtigten Menschen blieb auch nach den Wirren des Bürgerkriegs lebendig. Ende 1994 konnten sich einige Aktivitäten zugunsten der Beeinträchtigten erneut entfalten. Auch die Begleitung durch die Afrikamissionare setzte sich fort. Danach engagierten sich Pater Vallmajo, Pater Deschildre, Pater Costa und Pater de Jamblinne mit Ideen und Aktivitäten. Im Jahre 1999 verließen die Weißen Väter die Pfarrei.
Das Hilfswerk blieb jedoch weiter bestehen. Am 13. August 1999 übernahm die Kongolesin Jaqueline Imbungu vom französischen Orden „Schwestern der Heiligen Familie von Bordeaux“ (Soeurs de la Sainte Famille de Bordeaux) die Leitung der Hilfsorganisation. Ihr folgten als Hauptverantwortliche für das Behindertenwerk die Schwestern Joaquine Gonzalez, Marie-Jésus Goicochea, Theopiste Terimbere und Vincentia Nyirakamondo. Von 1999 bis 2024 organisierten die Ordensschwestern neben ihrer Haupttätigkeit im Gesundheitszentrum von Rushaki die notwendigen Krankentransporte, die Beratung im Einzelfall, den Schulbesuch von Kindern, die berufliche Ausbildung sowie medizinische und orthopädische Behandlungen.

## Ziele

### Soziale Integration
Zu den Zielsetzungen der Stiftung zählt neben der Finanzierung von Heilbehandlungen auch die Förderung der sozialen Integration beeinträchtigter Personen sowie die Berufsausbildung junger Menschen.
Die Einrichtung einer Bäckerei als Arbeitsplatz für Beeinträchtigte in der Pfarrei Rushaki war auf diesem Hintergrund ein besonderes Vorhaben. Die Projektplanung unter Mitwirkung der Diözese Byumba, des Partnerschaftsvereins Rheinland-Pfalz/Ruanda sowie der Behindertenhilfsorganisation Rushaki fokussierte eine Unternehmung auf kooperativer Basis. Denn so konnte die Initiative den beteiligten Beeinträchtigten eine berufliche Ausbildung, eine selbständige Erwerbstätigkeit und damit eine eigene Einkommensquelle bieten. Zum anderen sollte die Kooperative die sozialen Kontakte und auch das gesellschaftliche Ansehen der Personen mit Einschränkungen stärken. Wegen interner Probleme im Tagesgeschäft wurde das Projekt jedoch 2017 eingestellt.

### Schulische Bildung

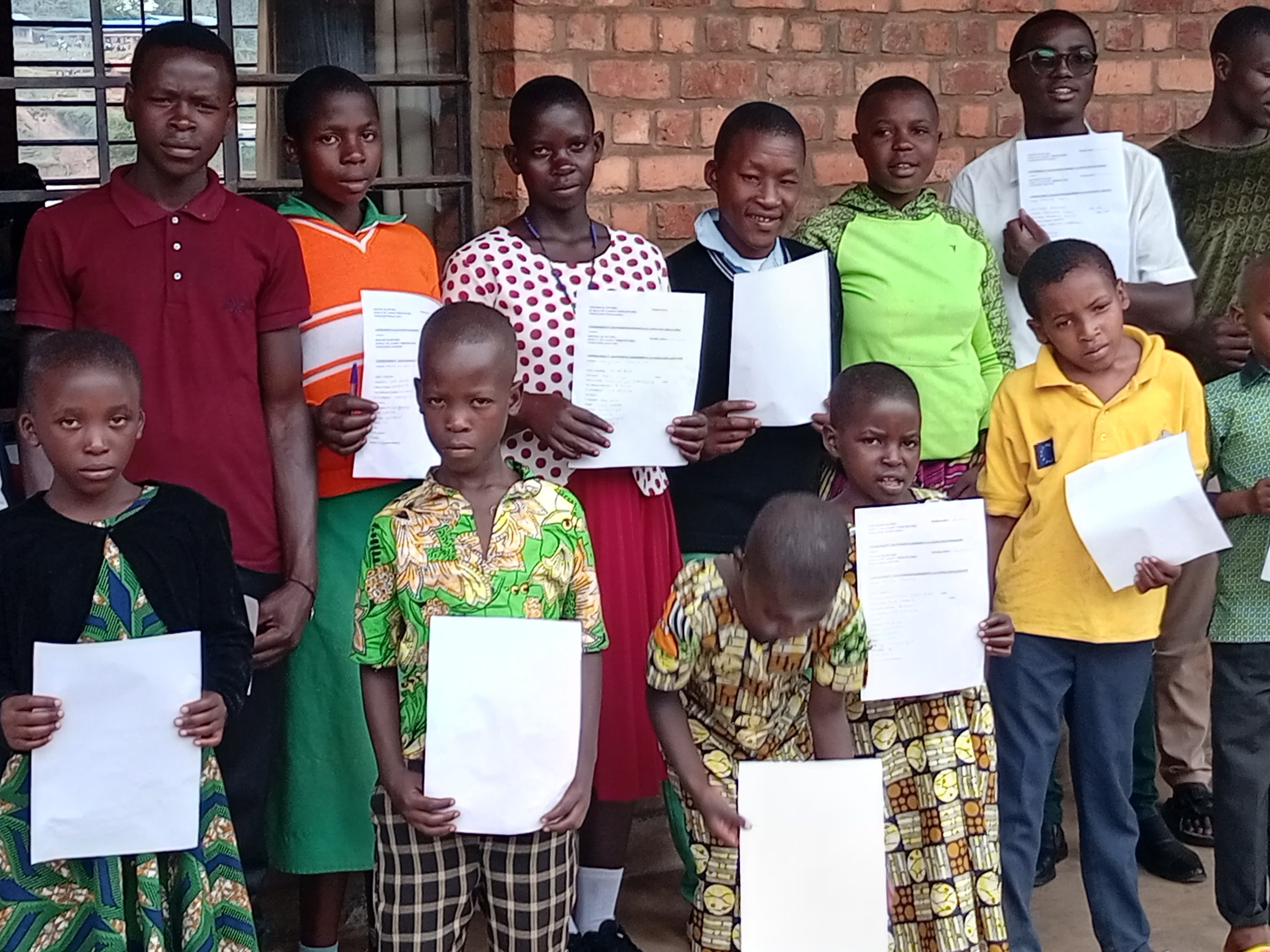
Beeinträchtigte Kinder erhalten am Schuldokumente, 2024

Zu den Stiftungsaufgaben gehört die Unterstützung der schulischen Bildung. Die Stiftung übernimmt die Kosten, die mit einem regelmäßigen Schulbesuch und einer eventuell erforderlichen Internatsunterbringung verbunden sind. Die Kinder besuchen u. a. die Primarschulen in Rushaki, Mulindi, Gitega, Kyombe, Gihengeri und Gatagara sowie Sekundarschulen in Gahini, Giwe oder die Schule Home de la Vierge des Pauvres Gatagara, eine Spezialeinrichtung für Sehbehinderte in Rwamagana.
Im Jahre 2025 betreut das Hilfswerk zwanzig Schülerinnen und Schüler. Die Stiftung Oeuvre des Missions Catholiques Francoises d'Asie et d'Afrique der französischen Jesuiten unterstützt dieses Projekt.